# Miles Bennett
Pour les articles homonymes, voir Bennett.
Miles Bennett (3 décembre 1913 - 14 mai 2006) est un comique américain des années 1950, partenaire de George Hudson dans leur fameux tandem Bennett & Hudson.

## Biographie

### Jeunes années
Bennett est né à Brooklyn, dans le quartier russe de Brighton, d’une mère russe et d’un père irlandais, arrivés aux États-Unis à la fin du XIXe siècle. Sa famille, composée de fantaisistes et de musiciens ambulants, lui donne très tôt le goût du spectacle.
Bennett arrête ses études à quinze ans et se lance sur les planches, comme son modèle Jack Benny, qui, par la suite, deviendra un ami et un admirateur fidèle.

### Années 1930
Tournée dans les établissements des Catskills et des monts Pocono (qu’on appelait la « Borscht Belt »). Bennett y rencontre Jerry Lewis, lequel n’est encore qu’un aide-serveur faisant rire les clients pour les préparer au « vrai » spectacle.
En 1938, tournée dans la région des Grands Lacs : Duluth, Sioux City, Kankakee….Il gardera un souvenir cuisant de cette période : « Jamais je ne me suis senti aussi proche de Jésus : j’étais pauvre, j’étais maigre, et je parlais dans le vide. »
C’est enfin Chicago et les premiers succès. Bennett épouse Katherine Claxton, étudiante en musicologie à l’Université de Chicago. La même année, ils mettent au monde leur première fille, Tracy (ils en auront deux autres : Lane et Susie).

### Années 1940-1950
Bennett et sa nouvelle famille s’installent à New York, puis à Great Neck. Nouvel engagement aux Catskills et rencontre avec l’agent Elwood Brookmeyer, grand découvreur de talent. Elwood Brookmeyer avait été l’ancien partenaire de Griffin Wilburn avant de mettre fin à leur association et de se lancer comme manager au début des années 1930.
C’est par l’intermédiaire de Brookmeyer, dans un club de Delancey Street, que Bennett fait la rencontre du chanteur George Hudson, son futur partenaire et inséparable compère.
Septembre 1947 : le tandem, marchant sur les traces de Bob Hope et Bing Crosby et des jeunes Martin & Lewis devient rapidement célèbre, passant avec succès dans tous les grands clubs du pays : le Ciro’s de Los Angeles, le Chez Paree de Chicago, le Sands et le Riviera de Las Vegas, le Roxy et le Copacabana de New York… mais ils manquent le coche de la télévision. Le Bennett & Hudson Show tourne court au bout d’un an seulement, malgré l’arrivée d’un nouvel associé : Sydney Gibbs, comique de stand-up et auteur officiel du tandem depuis 1954.

### Années 1960
Décembre 1959-janvier 1960 : Bennett et Hudson passent à Las Vegas.
Mai 1963 : décès d’Elwood Brookmeyer ; engagement à l’Olympia annulé.
Bennett compile ses meilleurs monologues et plusieurs nouvelles autobiographiques en vue d’un recueil What’s up M. Osgood, aujourd’hui épuisé.
La seconde moitié des années 1960 marque une baisse de popularité du tandem. La comédie devient plus ouvertement politique (Mort Sahl et Dick Gregory) ou plus vulgaire (Lenny Bruce). Bennett et Hudson finissent par se séparer en 1966.

### Fin de carrière
Bennett poursuit une carrière en solo jusque dans les années 1980, faisant la tournée des clubs new-yorkais, écrivant, et profitant de sa ville de famille à Great Neck. Mais selon sa veuve, il ne se serait jamais vraiment remis de la mort de son partenaire, en 1969. (avis de décès du St Luke’s Hospital Center ; interviews de Katherine Claxton-Bennett et Sydney Gibbs, août 2006)

## Citations
Les hommes font des gamins, les femmes font des procès.
Lors d’une interview :
Johnny Carson : Vous seriez prêt à quoi par amour ? 

Miles Bennett : À me déshabiller.
Le problème quand on est petit, c’est qu’on se croit toujours laid et rejeté par les autres. Le problème quand on est adulte, c’est qu’on découvre que c’est vrai.
Ne parler jamais politique avec votre coiffeur, pour la simple raison que c'est lui qui tient les ciseaux.
Les Républicains aussi sont pour la répartition des richesses ! Mais, entre eux. 
À l’émission de Dick Cavett :
Cavett : Je me suis toujours posé la question : est-ce que vous croyez en Dieu ? 

Bennett : Je peux être franc avec vous, Dick ? 

Cavett : Je vous en prie, Miles ! 

Bennett : J’ai arrêté de croire en Dieu quand j’ai découvert que c’était mon père qui se déguisait chaque année.